# Понтеленко, Лев Дмитриевич
Лев Дмитриевич Понтеленко (6 октября 1941 — сентябрь 1994) — советский хоккеист, нападающий, тренер.

## Биография
Лев Понтеленко родился 6 октября 1941 года.
Играл в хоккей на позиции нападающего. Выступал за «Электросталь» (1960—1964, 1967—1968), московский «Локомотив» (1964—1967), саратовский «Кристалл» (1969—1971, 1972—1974), подольское «Торпедо» (1971—1972). Провёл 7 сезонов в высшем эшелоне чемпионата страны в составе «Электростали» и «Локомотива».
В сезоне-1962/1963 провёл 3 матча за вторую сборную СССР, забросил 2 шайбы. Также играл за молодёжную сборную СССР.
Вместе с другими хоккеистами «Электростали» снимался в вышедшей в 1965 году спортивной драме «Хоккеисты». Понтеленко исполнил эпизодическую роль хоккеиста «Ракеты» Грачёва-младшего, в титрах не был указан.
Мастер спорта СССР.
Работал тренером. Первый опыт получил в сезоне-1968/1969 в лениногорском «Нефтянике», выступавшем в классе «Б». Сюда его пригласили, после того как Понтеленко получил годичную дисквалификацию за драку в ресторане «Улыбка» в Электростали. По окончании сезона он продолжил игровую карьеру.
В сезоне-1979/1980 тренировал дебютанта класса «Б» щёкинский «Корд». Занял с ним 2-е место в зональном турнире, пропустив вперёд только «Химик» из Энгельса.
Умер в сентябре 1994 года.